# Im Brautkleid durch Afrika
Im Brautkleid durch Afrika ist eine deutsche TV-Filmkomödie aus dem Jahr 2010.

## Handlung
Lisa und Max wollen in Afrika heiraten, doch Lisa findet ihren Freund kurz vor der Hochzeit mit einer anderen und heruntergelassenen Hosen. Sie will die Hochzeit absagen und zurück nach Hause fliegen, doch sie steigt in den falschen Bus. Als sie ihren Ex-Freund Vic dann im Wald trifft und sie überfallen werden, versuchen sie aneinandergekettet nach Hause zu kommen.

## Hintergrund
Der Film wurde von der Action Concept Film- und Stuntproduktion produziert und hatte seine Erstausstrahlung am 26. Januar 2010 auf Sat.1.

## Kritik
Der Filmdienst bewertet den Film als „Anspruchsarm-turbulente (Fernseh-)Liebesgeschichte, die auf den Reiz der exotischen Kulisse setzt“.